# Egri borrégió
Az Egri borrégió Magyarország hat borrégiójának egyike. Három borvidék alkotja: a Bükki, az Egri és a Mátrai. Geológiája változatos: a Bükk-vidék egy része karszthegység, az ország legnagyobb átlagmagasságú hegysége, a Mátra pedig vulkáni eredetű. A három borvidék fajtaszerkezete hasonló, egyaránt termesztenek vörös és fehér fajtákat. Legismertebb borai az egri bikavér, az egri leányka, a debrői hárslevelű és az olaszrizling.

## Borvidékek
| Borvidék        | Terület | Terület     | Terület |
| Borvidék        | Teljes  | I. osztályú | Termő   |
| --------------- | ------- | ----------- | ------- |
| Bükki borvidék  | 17 600  | ?           | 1750    |
| Egri borvidék   | 21 160  | 18 302      | 6000    |
| Mátrai borvidék | 32 500  | 24 261      | 7800    |